# アイク・デービス
アイザック・ベンジャミン・デービス（Isaac Benjamin Davis, 1987年3月22日 - ）は、アメリカ合衆国ミネソタ州ヘネピン郡イーダイナ出身の元プロ野球選手（一塁手、投手）。左投左打。
ユダヤ系アメリカ人である。父はかつてミネソタ・ツインズやヤクルトスワローズなどに所属した元プロ野球選手のロン・デービス。

## 経歴

### プロ入りとメッツ時代

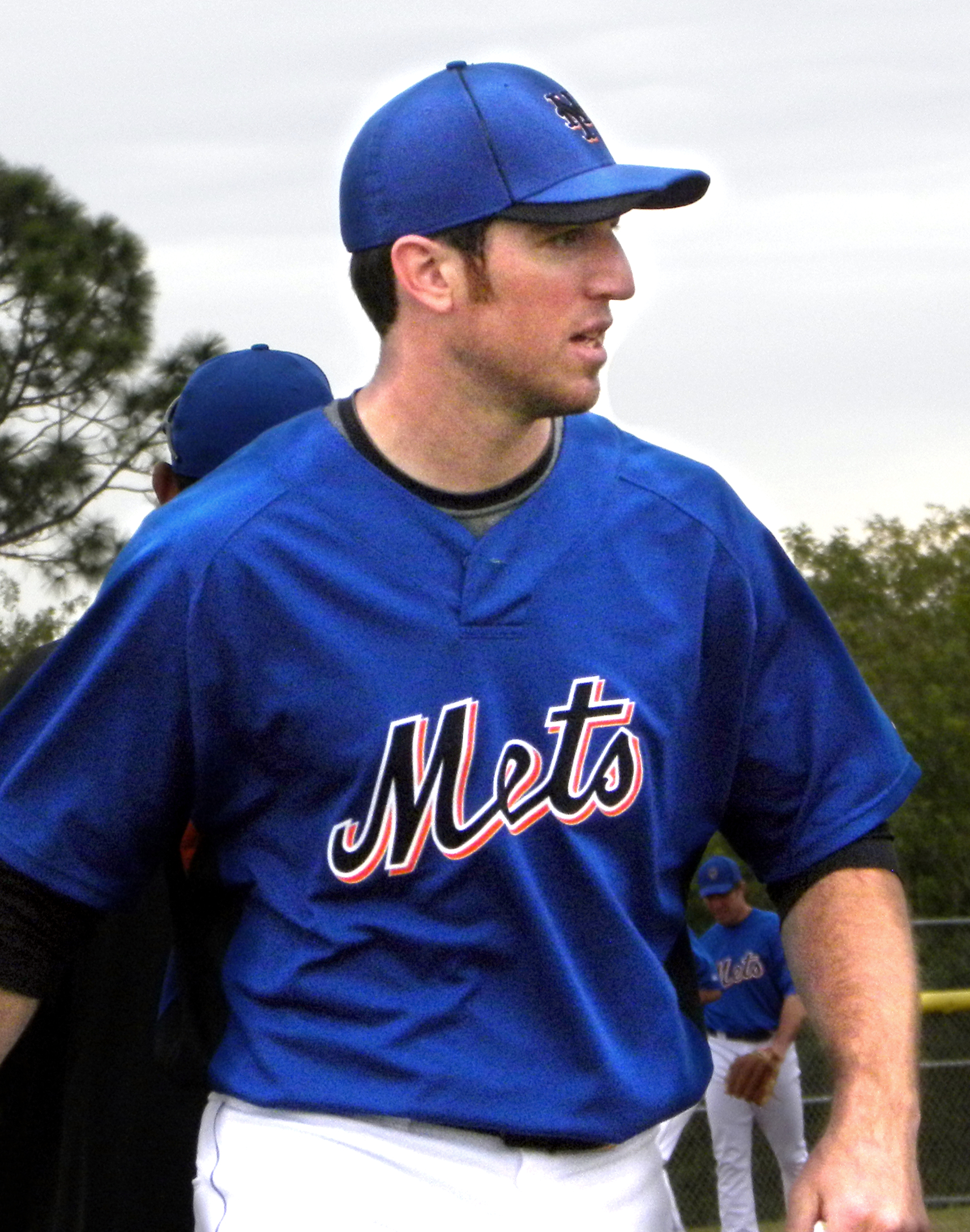
ニューヨーク・メッツ時代
(2010年2月27日)

2008年のMLBドラフト1巡目（全体18位）でニューヨーク・メッツから指名され、契約金157万5千ドルで契約し、背番号は父のロンが現役時代に付けていた39を選択。
2009年は、A+級セントルーシー・メッツとAA級ビンガムトン・メッツで計114試合の出場で、打率.298・20本塁打・71打点を記録し、メッツ傘下の最優秀マイナー選手に選出された。また、9月に第38回IBAFワールドカップのアメリカ合衆国代表に選出された。同大会では金メダルを獲得。
2010年は開幕をAAA級バッファロー・バイソンズで迎えた。10試合で打率.364を記録すると、4月19日にメジャー昇格。4月23日のアトランタ・ブレーブス戦にて川上憲伸からメジャー初本塁打を記録した。シーズン全体では、147試合に出場し、1年目から規定打席に到達。打率.264・19本塁打・71打点という打撃成績を記録した。
2011年は一塁手のレギュラーとして25人枠に入る。好調な滑り出しをみせたが、左足首を負傷、結局36試合にしか出場できなかった。最終的な成績は打率.302、HR7本、OPSは.925。
2012年は打率こそ.227と低迷したが、32本塁打・90打点と長打力の面では大きく飛躍した。
2014年は、開幕戦をスタメンで迎えた。その後、ルーカス・ドゥーダの台頭があり、控えとなった。4月5日のシンシナティ・レッズ戦で、代打で満塁本塁打を記録した。

### パイレーツ時代

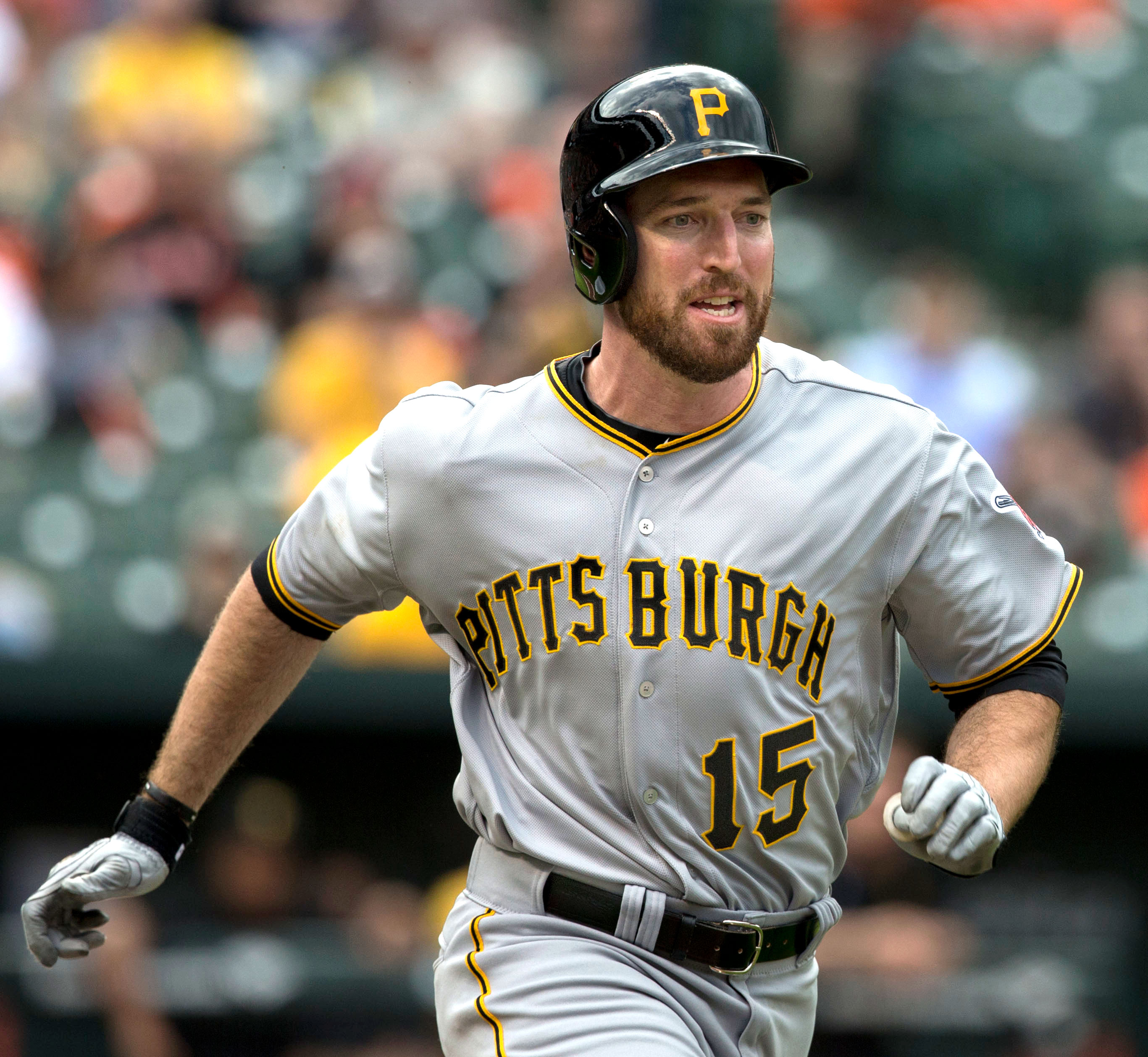
ピッツバーグ・パイレーツ時代
(2014年5月1日)

2014年4月18日にトレードで、ピッツバーグ・パイレーツへ移籍した。4月21日のレッズ戦で満塁本塁打を記録し、MLB史上3人目の他チームで同一チームから満塁本塁打を記録した選手となった。また、4月に2本の満塁本塁打を記録したMLB史上初めての選手となった。しかし、チームには他にもギャビー・サンチェスやアンドリュー・ランボーが一塁手としてプレーしていたため、彼らと併用された。オフの11月20日にDFAとなった。

### アスレチックス時代
2014年11月23日にトレードで、オークランド・アスレチックスへ移籍した。
2015年4月21日のロサンゼルス・エンゼルス・オブ・アナハイム戦では、投手として登板した。5月18日に故障者リスト入りした。8月16日のボルチモア・オリオールズ戦では再度、投手として投げ1.0イニングを1安打1四球1奪三振・無失点で切り抜けた。この年は一塁手の控えとして74試合に出場。打率.229・17二塁打・3本塁打・20打点だった。守備では65試合で一塁守備に就き、4失策・守備率.993・DRS - 1という成績に終わった。オフの12月2日にノンテンダーFAとなった。

### レンジャーズ傘下時代
2016年2月15日にテキサス・レンジャーズとマイナー契約を結び、同年のスプリングトレーニングに招待選手として参加することになった。開幕はAAA級ラウンドロック・エクスプレスで迎え、39試合に出場して打率.268・4本塁打・25打点の成績を残した。6月12日に自ら選んで契約を途中で放棄するオプトアウトを行使した。

### ヤンキース時代
2016年6月12日、オプトアウトを行使した同日中にニューヨーク・ヤンキースとメジャー契約を結び、25人枠入りした。6月25日にDFAとなり、27日に40人枠を外れる形で傘下のAAA級スクラントン・ウィルクスバリ・レイルライダースへ配属された。8月10日に自由契約となった。8月26日に第4回ワールド・ベースボール・クラシック(WBC)予選のイスラエル代表に選出された。

### ドジャース傘下時代
2017年1月27日にロサンゼルス・ドジャースとマイナー契約を結び、スプリングトレーニングに招待選手として参加することになった。開幕前の2月8日に第4回WBC本戦のイスラエル代表に選出された。シーズンでは不振で大学以来となる投手に転向し、8月6日にルーキー級で初登板をした。オフにFAとなった。
2018年11月7日に現役引退を表明した。

## 詳細情報

### 年度別打撃成績
| 年 度    | 球 団    | 試 合 | 打 席 | 打 数 | 得 点 | 安 打 | 二 塁 打 | 三 塁 打 | 本 塁 打 | 塁 打 | 打 点 | 盗 塁 | 盗 塁 死 | 犠 打 | 犠 飛 | 四 球 | 敬 遠 | 死 球 | 三 振 | 併 殺 打 | 打 率 | 出 塁 率 | 長 打 率 | O P S |
| -------- | -------- | ----- | ----- | ----- | ----- | ----- | -------- | -------- | -------- | ----- | ----- | ----- | -------- | ----- | ----- | ----- | ----- | ----- | ----- | -------- | ----- | -------- | -------- | ----- |
| 2010     | NYM      | 147   | 601   | 523   | 73    | 138   | 33       | 1        | 19       | 230   | 71    | 3     | 2        | 0     | 5     | 72    | 6     | 1     | 138   | 13       | .264  | .351     | .440     | .791  |
| 2011     | NYM      | 36    | 149   | 129   | 20    | 39    | 8        | 1        | 7        | 70    | 25    | 0     | 0        | 0     | 2     | 17    | 3     | 1     | 31    | 5        | .302  | .383     | .543     | .925  |
| 2012     | NYM      | 156   | 584   | 519   | 66    | 118   | 26       | 0        | 32       | 240   | 90    | 0     | 2        | 0     | 3     | 61    | 3     | 1     | 141   | 10       | .227  | .308     | .462     | .771  |
| 2013     | NYM      | 103   | 377   | 317   | 37    | 65    | 14       | 0        | 9        | 106   | 33    | 4     | 0        | 0     | 2     | 57    | 5     | 1     | 101   | 9        | .205  | .326     | .334     | .661  |
| 2014     | NYM      | 12    | 30    | 24    | 4     | 5     | 1        | 0        | 1        | 9     | 5     | 0     | 0        | 0     | 0     | 6     | 0     | 0     | 4     | 0        | .208  | .367     | .375     | .742  |
| 2014     | PIT      | 131   | 397   | 336   | 39    | 79    | 18       | 0        | 10       | 127   | 46    | 0     | 4        | 0     | 4     | 57    | 3     | 0     | 74    | 8        | .235  | .343     | .378     | .721  |
| '14計    | PIT      | 143   | 427   | 360   | 43    | 84    | 19       | 0        | 11       | 136   | 51    | 0     | 4        | 0     | 4     | 63    | 3     | 0     | 78    | 8        | .233  | .344     | .378     | .722  |
| 2015     | OAK      | 72    | 239   | 214   | 19    | 49    | 17       | 0        | 3        | 75    | 20    | 0     | 0        | 0     | 2     | 23    | 0     | 0     | 44    | 5        | .229  | .301     | .350     | .652  |
| 2016     | NYY      | 8     | 15    | 14    | 2     | 3     | 0        | 0        | 0        | 3     | 1     | 0     | 0        | 0     | 0     | 1     | 0     | 0     | 5     | 1        | .214  | .267     | .214     | .481  |
| MLB：7年 | MLB：7年 | 665   | 2392  | 2076  | 260   | 496   | 117      | 2        | 81       | 860   | 291   | 7     | 8        | 0     | 18    | 294   | 20    | 4     | 538   | 51       | .239  | .332     | .414     | .746  |

### 年度別投手成績
| 年 度    | 球 団    | 登 板 | 先 発 | 完 投 | 完 封 | 無 四 球 | 勝 利 | 敗 戦 | セ 丨 ブ | ホ 丨 ル ド | 勝 率 | 打 者 | 投 球 回 | 被 安 打 | 被 本 塁 打 | 与 四 球 | 敬 遠 | 与 死 球 | 奪 三 振 | 暴 投 | ボ 丨 ク | 失 点 | 自 責 点 | 防 御 率 | W H I P |
| -------- | -------- | ----- | ----- | ----- | ----- | -------- | ----- | ----- | -------- | ----------- | ----- | ----- | -------- | -------- | ----------- | -------- | ----- | -------- | -------- | ----- | -------- | ----- | -------- | -------- | ------- |
| 2015     | OAK      | 2     | 0     | 0     | 0     | 0        | 0     | 0     | 0        | 0           | ----  | 8     | 2.0      | 1        | 0           | 1        | 0     | 0        | 1        | 0     | 0        | 0     | 0        | 0.00     | 1.00    |
| MLB：1年 | MLB：1年 | 2     | 0     | 0     | 0     | 0        | 0     | 0     | 0        | 0           | ----  | 8     | 2.0      | 1        | 0           | 1        | 0     | 0        | 1        | 0     | 0        | 0     | 0        | 0.00     | 1.00    |

### 背番号
- 29（2010年 - 2014年途中）
- 15（2014年途中 - 同年終了）
- 17（2015年）
- 24（2016年）

### 代表歴
アメリカ合衆国代表
- 2009 IBAFワールドカップ アメリカ合衆国代表

イスラエル代表
- 2017 ワールド・ベースボール・クラシック予選 イスラエル代表
- 2017 ワールド・ベースボール・クラシック・イスラエル代表